# Amphiglossus macrocercus
Espèce
Synonymes
- Gongylus macrocercus Günther, 1882

Statut de conservation UICN

 LC  : Préoccupation mineure
Amphiglossus macrocercus est une espèce de sauriens de la famille des Scincidae. 

## Description
Ce scinque malgache fait environ 20 à 22 cm, dont 2/3 pour la queue. Sa couleur est bronze, les écailles sont cerclées de noir. Les pattes sont petites, et l'animal se déplace en serpentant dans l'humus. 

## Habitat
Ce scinque habite les zones forestières et savannes de l'île, entre 720 et 1600 mètres d'altitude. Contrairement à ses plus grands cousins A. astrolabi ou encore A. reticulatus, l'espèce n'est pas du tout aquatique. On le trouve sous le bois mort, sous les écorces ou sous les pierres.

## Régime alimentaire
L'espèce est insectivore, semblerait-il opportuniste (en captivité).

## Répartition
Cette espèce est endémique de Madagascar.

## Publication originale
- Günther, 1882 : Ninth contribution to the knowledge of the fauna of Madagascar. Annals and magazine of natural history, sér. 5, vol. 9, p. 262-266 (texte intégral).